# Xena: la princesa guerrera (historieta)
Los Cómics de Xena: La Princesa Guerrera son una serie de publicaciones basadas en la exitosa serie de televisión homónima, emitida entre 1995 y 2001. Estas obras expanden el universo narrativo de la serie, integrando elementos mitológicos, históricos, sobrenaturales y fantásticos. A través de diferentes editoriales, los cómics han abordado desde historias canónicas hasta realidades alternativas, profundizando en dilemas morales, conflictos espirituales y relaciones personales, especialmente la de Xena y Gabrielle.

## Historia de publicación
- Topps Comics publicó la primera serie de cómics de Xena, titulada Xena: Warrior Princess, en 1996. Esta fue seguida en 1997 e 1998.
- Dark Horse Comics adquirió la licencia en 1999.
- Dynamite Entertainment comenzó nuevas historias en 2007.

## Editores

### 1. Topps Comics (1998)
- La Boda de Hércules y Xena:   Cómic autoconclusivo que combina acción, romance y una trama de maldición manipulada por Ares.

### 2. Cómics Fórum (1999–2000)
Serie publicada en español por Planeta DeAgostini, que incluye:
- La Venganza de las Gorgonas y La Planta de la Nunca Muerte: díptico que narra la resurrección de Gabrielle.
- El Templo del Dios Dragón: Xena enfrenta al dragón Tautario en una misión de rescate.
- La Leyenda de Joxer (trilogía): sátira sobre el antihéroe Joxer como falso príncipe guerrero.
- Los Dientes del Dragón y Siete Contra Tebas I y II: saga inspirada en tragedias griegas y mitología tebana.

### 3. Dark Horse Comics (1999–2000)
Serie de 14 números que exploran aspectos más oscuros y espirituales del universo de Xena:
- El Camino de la Muerte del Guerrero, En el Infierno: Xena es tentada por Callisto y enfrenta a Thor en el infierno.
- Esclava, El Rastro de la Esclava, Sacrificio: trilogía ambientada en Egipto con la resurrección del dios Set.
- Un Día en el Circo y Duelo de Carrozas: crítica a la corrupción romana y el espectáculo violento.
- Cae la Oscuridad: Xena conduce la carroza solar de Helios en un relato de apocalipsis y redención.
- Legión: historia moral sobre justicia y engaño en el inframundo.
- El Modelo del Año: sátira sobre la fabricación de héroes como productos.

### 4. Dynamite Entertainment (2007–2019)
Editorial que reinterpretó y expandió el universo Xena con un enfoque moderno y visual renovado:

#### Volumen 1 (2007–2008)
·        Dark Xena: Gabrielle recurre a un antiguo dios para resucitar a Xena, creando una línea temporal oscura.
·        Contest of Pantheons: conflicto entre los dioses griegos y egipcios con Gabrielle como campeona.
·        Visitante Extraño (Anual): Xena encuentra a una criatura alienígena en una historia con elementos de ciencia ficción.
Volumen 2 (2016): historia política y bélica contra la expansión romana con participación de las Harpías.
Volumen 3 (2018):
Volumen 4 (2019):

### 5. Crossovers conArmy of DarknessDynamite Entertainment
Serie de encuentros entre Xena y Ash Williams (de Evil Dead), en tono humorístico y sobrenatural:
- Why Not?
- Qué... ¿Otra vez?
- Por siempre... y un día

## Temáticas recurrentes
- Redención: el eje moral de Xena como guerrera en busca de justicia.
- Mitología clásica y reimaginación: fusión de mitos griegos, egipcios, nórdicos y mesopotámicos.
- Feminismo y sororidad: Xena y Gabrielle encarnan una amistad y lealtad inquebrantables.
- Espiritualidad y religión: conflictos con dioses, creencias y dilemas éticos.
- Reescritura de la historia: uso de líneas temporales alternativas y dimensiones paralelas.

## Estilo narrativo y arte
- Varía según la editorial y el equipo creativo.
- Dark Horse: tono sombrío, introspectivo, arte dramático.
- Dynamite: enfoque contemporáneo, acción estilizada, rediseño de personajes.
- Diálogos intensos, estructura episódica y fidelidad al carácter de los protagonistas.

A continuación, se agrupan todos los resúmenes detallados de cada historia, disponibles como anexos o secciones individuales según el medio de publicación.

## LA BODA DE HÉRCULES Y XENA
Topp Comics, Julio, 1998
Autores: Jerry Carrick, Dwinght Zimmerman, John Willian.
La historia comienza con la boda entre Xena y Hércules, un evento al que asisten varios personajes conocidos: Gabrielle, Ares, Joxer, Salmoneus e Iolaus. Desde el principio, Ares se muestra celoso y molesto, argumentando que Hércules no podrá controlar a una guerrera como Xena.
La ceremonia es dirigida por una enigmática suma sacerdotisa, quien, al felicitar a Xena, le da un beso. En ese momento, los ojos de Xena se tornan rojos, presagiando algo oscuro.
Tras la boda, Hércules y Xena parten a una isla que Zeus les presta para su luna de miel. En la cabaña, Xena encuentra ropa seductora y armas dispuestas estratégicamente. Mientras Hércules le sugiere investigar el extraño ambiente de la isla, Xena insiste en seducirlo, ofreciéndole un vino que había encontrado. Hércules, inicialmente cauteloso, termina aceptando.
Mientras tanto, en la villa cercana, Gabrielle escucha a los lugareños hablar sobre una antigua maldición que afecta al lugar. Según cuentan, las bodas siempre terminan en tragedia: durante la luna de miel, la esposa, consumida por una ira incontrolable, ataca a su esposo. El maleficio solo se rompe cuando ella asesta un golpe mortal al esposo, y antes de este morir, la esposa recupera la conciencia para comprender lo que ha sucedido. Gabrielle, alarmada, busca respuestas.
Por otro lado, un Joxer ebrio escucha accidentalmente una conversación entre Ares y la suma sacerdotisa. Descubre que todo es parte de un plan elaborado por Ares para usar la maldición y obligar a Xena a matar a Hércules, dejando así el camino libre para que él reclame a la princesa guerrera.
En la isla, Hércules despierta tras haber sido dormido por el vino y encuentra a Xena completamente poseída por la ira. La maldición se manifiesta en su alrededor, contaminando a los animales, incluidos unos caballos que atacan a Hércules. Xena, entre súplicas y amenazas, le pide que la deje sola en la isla, temiendo que su ira incontrolable cause más daño.
Sin embargo, Hércules entiende que su sacrificio es la única manera de romper la maldición. Sube con Xena a Pegaso, volando hasta las estrellas. En ese momento, Xena, movida por la maldición, lo lanza al vacío con intención de matarlo. Justo antes de que la maldición se complete, esta se rompe, y Xena recupera el control, dándose cuenta de lo que ha hecho.
Xena, aprovechando la altura, se lanza en un acto desesperado para salvar a Hércules. Juntos logran aterrizar de manera segura. En tierra, enfrentan a Ares y a la suma sacerdotisa (quien revela ser una de las Furias). Ambos huyen, pero no sin antes mencionar que todo fue parte de un plan orquestado por Hera, eterna enemiga de Hércules.
Al final, se revela que la boda entre Hércules y Xena fue un montaje ideado para descubrir el origen de las maldiciones que aquejaban a la región.
Esta historia, escrita por los creadores de Xena: La Princesa Guerrera, podría considerarse parte del canon de la serie de televisión, especialmente por la participación de personajes clave y el estilo narrativo. De incluirse, es probable que ocurra en algún punto antes del salto temporal de 25 años en la quinta temporada.

## LA VENGANZA DE LAS GORGONAS
Cómics #1
Cómics Fórum, 1999
Autores: Thomas, R., Chin, J., & Lanning, A.
La historia comienza con Xena y Gabrielle asistiendo al Festival de Primavera de Tirinto, un evento organizado por Salmoneus en honor al rey Perseo, famoso por haber derrotado a Medusa y el Kraken, y casarse con Andrómeda. Durante el festival, muchos comparan a Perseo con Hércules, e incluso algunos lo consideran superior. Xena no está segura de ello, pero reconoce que sus hazañas lo colocan al nivel de otros grandes héroes como Belerofonte y Teseo.
En medio de la celebración, Hércules y Iolaus aparecen sorpresivamente luchando contra un gigante ebrio. Sin embargo, Xena logra calmarlo sin recurrir a la violencia, evitando una confrontación mayor. Poco después, Joxer hace su entrada y revela que fue contratado, junto con otros guardaespaldas, por Salmoneus para proteger a Perseo ante una posible amenaza.
De repente, un misterioso hombre se acerca y ofrece 20 monedas de oro a Xena y Hércules para que combatan entre sí, pero ambos rechazan la propuesta, ya que solo pelean cuando es necesario y en beneficio de otros. Salmoneus, intrigado, examina las monedas y nota que llevan tallada la imagen del legendario héroe babilonio Gilgamesh. Xena descarta la idea de que sea real, considerándolo solo un mito para asustar niños. Salmoneus insiste en que Xena y Hércules luchen, pero este último declina, pues está de paso y se dirige a Esparta para visitar a su madre. Iolaus, sin embargo, decide quedarse en el festival.
El evento principal inicia con la aparición del rey Perseo, quien ahora es un hombre mayor y físicamente débil, acompañado de su esposa Andrómeda. Mientras pronuncia un discurso ante una multitud diversa, compuesta por humanos, centauros, faunos, minotauros e incluso dragones, ocurre un inesperado ataque. Euríale y Esteno, las inmortales hermanas de Medusa, irrumpen en el festival con la intención de vengar la muerte de su hermana a manos de Perseo. A diferencia de Medusa, estas gorgonas no necesitan que sus víctimas las miren a los ojos para petrificarlas; en su lugar, lanzan rayos petrificadores.
El ataque es devastador: Perseo, Andrómeda y Salmoneus son convertidos en piedra, y las gorgonas continúan atacando a la multitud sin piedad. Gabrielle e Iolaus logran esconderse mientras Xena enfrenta a las criaturas. Por su parte, Joxer queda atrapado con su casco y no puede quitárselo, dificultándole reaccionar.
En un intento por salvar a Xena, Iolaus se lanza al combate, pero el hombre que había ofrecido las monedas de oro lo interrumpe, usándolo como escudo humano contra el ataque de una de las gorgonas. Gabrielle, intentando ayudar, es alcanzada por una lanza que iba dirigida a una de las gorgonas. En ese mismo instante, es convertida en piedra con la lanza aún atravesando su vientre, quedando como una trágica estatua.
Xena, sin otra opción, usa su astucia para posicionarse entre las dos gorgonas en el momento exacto en que intentan atacarla. Sus rayos se cruzan y terminan destruyéndose mutuamente. Con su derrota, todas las víctimas petrificadas volverán a la normalidad en un mes, pero hay un problema: Gabrielle, al ser restaurada, seguirá teniendo la herida mortal de la lanza.
En ese momento, el misterioso hombre vuelve a aparecer. Xena lo acusa de ser un cobarde por haber usado a Iolaus como escudo, pero él se presenta como Gilgamesh y le propone un trato: si lo acompaña en la búsqueda de la Planta de la nunca muerte, para preservar su propia inmortalidad, también podrá salvar a Gabrielle. Sin otra alternativa, Xena acepta la oferta, concluyendo el número.

## LA PLANTA DE LA NUNCA MUERTE
Cómics # 2
Cómics Fórum, 1999
Autores: Thomas, R., Chin, J., & Lanning, A.
Este número continúa los eventos del anterior, La Venganza de las Gorgonas. Xena y Gilgamesh se encuentran en una montaña de Mesopotamia cuando son atacados por unas criaturas mitad hombre, mitad león, conocidas como Urmahlullu. Tras un feroz combate, logran derrotarlas. Sin embargo, la aparición de estas bestias despierta en Gilgamesh recuerdos de su antiguo rival y amigo, Enkidu, quien murió víctima de un hechizo. Su pérdida le hizo comprender que, pese a su fuerza y habilidades, él también era vulnerable y podía morir.
Afligido por esta idea, Gilgamesh decide buscar a Utnapishtim, el único sobreviviente de un gran diluvio, de quien se decía que era inmortal. Al encontrarlo, Utnapishtim le habla sobre la Planta de la Nunca Muerte, que florece en el fondo de un río y otorga la vida eterna. Hace 500 años, él mismo la había encontrado, pero en un descuido, una enorme serpiente se la comió. Sin embargo, al haberla tocado, su envejecimiento se ralentizó, aunque con el tiempo comenzó a sentir los efectos de la debilidad.
En ese momento, Joxer aparece, quien los había seguido durante todo el camino. Con su llegada, el grupo se pone en marcha hacia el río donde se encuentra la planta. Allí conocen a Urshanabi, un mandril parlante y sirviente de Utnapishtim, quien los ayuda a cruzar el río sobre el lomo de una gigantesca serpiente para llegar al bosque donde la planta florece cada 500 años.
Al encontrar la planta, Gilgamesh toma una decisión inesperada: captura a Xena y explica que, para hacer florecer la planta nuevamente y obtener su poder, necesita la sangre de un héroe. Por ello, planea enfrentar a Xena y Hércules en un combate para determinar quién es el más digno de su propósito. Ata a Xena a los árboles y le hace un corte en el cuello, pero antes de seguir adelante, se arrepiente. Se da cuenta de que, ni siquiera por la inmortalidad, podría traicionar y asesinar a alguien tan noble y valiente como Xena.
De repente, las piedras alrededor de la planta comienzan a moverse y se fusionan, dando forma a enormes criaturas guardianas. Xena logra derrotarlas creando una gran red con cuerdas que provoca que tropiecen entre sí y caigan derribándose mutuamente. Sin embargo, la planta ya ha comenzado a marchitarse, lo que parece extinguir toda posibilidad de obtener la vida eterna o salvar a Gabrielle.
Aun así, Gilgamesh arranca la planta desde la raíz, con la esperanza de que, si llegan a tiempo, sus efectos, aunque debilitados, puedan curar la herida de Gabrielle antes de que vuelva a su estado humano.
En el reino de Perseo, el mes lunar ha terminado y todos han comenzado a regresar a la normalidad. Justo cuando el grupo llega, logran aplicar el poder de la planta sobre Gabrielle, sanando sus heridas en el último momento. Con su misión cumplida, Gilgamesh acepta finalmente su mortalidad y decide regresar a Uruk, su hogar.
En la escena final, aparece Hércules, completamente ajeno a lo sucedido. Sorprendido, se pregunta cómo es posible que, después de tanto tiempo, la gente siga celebrando el festival.
Nota: En esta historia, Xena aún conserva su chakram original, lo que indica que estos eventos ocurren antes del episodio 2 de la temporada 5 de la serie. 

## EL TEMPLO DEL DIOS DRAGÓN
Cómics # 3
Cómics Fórum, 2000
Autores: Aaron Lopresti, H, Barta, J., Ensing.
Xena y Gabrielle avanzan por un sendero cuando descubren un antiguo templo al borde de un desfiladero. Antes de que puedan investigar, un grupo de guerreros muertos emerge del suelo y las ataca. En la batalla, Gabrielle es capturada y arrastrada bajo tierra, literalmente tragada por la tierra.
Convencida de que el templo es la clave para rescatarla, Xena se adentra en su interior. En la entrada la recibe un guardián no muerto llamado Psoriasis, quien le revela la verdad sobre el lugar: el templo pertenece a Tautario, un dragón que alguna vez fue un sicario de Hades, encargado de custodiar sus tesoros. Sin embargo, su avaricia y traición lo llevaron al destierro. Ahora, para recuperar el favor de Hades, captura almas y las usa como moneda de cambio.
Xena, decidida a salvar a Gabrielle, le pregunta a Psoriasis cómo derrotar a Tautario. Él le advierte que solo podrá vencerlo si destruye su corazón, pero muchos lo han intentado sin éxito. De hecho, la primera prueba ya ha sido el fin de incontables héroes, pues en la sala inicial habitan tres monstruos devoradores de hombres. Entre sus víctimas se encuentra Iannaki, un legendario cazador de dragones que logró matar a 39 de los 40 dragones que protegían un tesoro sagrado, pero fue derrotado tras ser traicionado por su propia madre.
Xena, buscando otra alternativa, le pregunta a Psoriasis si existe otra forma de salvar a Gabrielle. Él le responde que, a cambio de un beso, podría interceder por ella. Sin dudarlo, Xena rechaza su oferta y se adentra en el templo para enfrentar al dragón.
En la primera sala, se encuentra con las tres criaturas monstruosas, pero logra derrotarlas en un feroz combate. Luego, avanza hasta la cámara principal, donde finalmente se encuentra cara a cara con Tautario. Sorprendido de que alguien haya llegado tan lejos, el dragón le ofrece un trato: liberará a Gabrielle a cambio de su alma, pues considera que el alma de Xena es lo suficientemente valiosa para obtener el perdón de Hades.
Xena se niega y se desata una batalla épica. Tautario utiliza sus poderes para intentar arrancarle el alma, pero la voluntad indomable de Xena es más fuerte. Con un golpe certero, atraviesa el corazón del dragón con su espada, derrotándolo y liberando no solo a Gabrielle, sino a todas las almas cautivas.
Los guerreros muertos recuperan su forma original y, entre ellos, Psoriasis se transforma en un hombre atractivo: Iannaki. Resulta ser el mismo cazador de dragones que había sido maldecido tras su derrota, condenado a servir en el templo durante un siglo. Agradecido con Xena, se despide con un beso antes de desaparecer junto con las demás almas liberadas.

## LA LEYENDA DE JOXER EL PRÍNCIPE GUERRERO
Cómics # 4,5,6
Cómics Fórum, 2000
Autores: Tom y Mary Bierbaum, R, Lim, A., Gil.
Esta historia, narrada en tres números, sigue las desventuras de Joxer en su intento de convertirse en un príncipe guerrero.
La trama comienza con un grupo de amazonas atacando una aldea en busca de Joxer. Xena interviene y las derrota, pues no tolera el ataque a una villa inocente. Sin embargo, las amazonas se niegan a detenerse hasta que Gabrielle, en su papel de reina amazona, les ordena retirarse. Ellas explican que buscan a Joxer porque ha mancillado su honor al robarle una faja a una de sus guerreras. Gabrielle, asumiendo la responsabilidad del asunto, les promete que se encargará del problema.
Una vez las amazonas se retiran, Joxer sale de su escondite y explica que todo forma parte de la primera de las siete pruebas que debe completar para desposar a la princesa de los feacios, Nausica, quien está perdidamente enamorada de él. Según las costumbres del reino, el futuro esposo de la princesa debe superar siete desafíos; una vez aceptados, no puede retirarse sin enfrentar la prisión.
Mientras Xena y Gabrielle discuten qué hacer, en su recorrido por el palacio presencian una escena inquietante: el rey acosa a Daphne, una de las criadas de la reina. Al verse descubierto, el monarca les pide que guarden silencio. Xena, en lugar de acceder, le sugiere que abandone las pruebas de Joxer, pero el rey se niega. Xena, entonces, deja claro que su conciencia es asunto suyo. Finalmente, deciden dividirse las tareas: Xena protegerá a Joxer en sus desafíos, mientras que Gabrielle buscará a Afrodita, pues sospechan que ella o su hijo, Cupido, tienen algo que ver con el repentino enamoramiento de la princesa por Joxer. Antes de partir, Gabrielle toma la faja robada para devolverla a las amazonas.
Las siguientes pruebas de Joxer son cada vez más difíciles:
Cortar una de las cabezas de la Hidra.
Capturar una sirena. Enfrentando a un ejército de esqueletos, Xena logra ayudarlo a conseguir su objetivo.
Rescatar a las vírgenes de Hestia del ser de bronce, Talos.
Arrancarle un diente a Cerbero. Para llegar al inframundo, deben cruzar la barca de Caronte, quien se niega a ayudarlos hasta que Xena le pide un favor a Orfeo. Este intercede y logra convencer a Caronte. Como resultado, Xena queda en deuda con Orfeo, quien le advierte que quizá necesite su ayuda antes de lo que cree.
En todas estas pruebas, es Xena quien verdaderamente las cumple en nombre de Joxer, aunque él se lleva el crédito.
Mientras tanto, Gabrielle encuentra a Afrodita, pero la diosa se desentiende de la situación, mostrándose indiferente ante el destino de Joxer. Entre tanto, la creciente fama del supuesto "Príncipe Guerrero" se extiende por todo el reino, alimentando su ego. Joxer adopta una actitud arrogante, incluso menospreciando a Xena y sugiriendo que pronto la superará como héroe. Pese a las advertencias de Xena sobre su comportamiento y la insensatez de continuar con las pruebas, Joxer persiste.
El rey y la reina, por su parte, no desean que su hija se case con Joxer, pues lo consideran indigno y un inepto. Dado que, al unirse a la princesa, Joxer se convertiría en el heredero de todas sus riquezas, deciden imponerle una sexta tarea imposible: rescatar a la ninfa marina Galatea, secuestrada por su enamorado, el cíclope Polifemo.
Convencido de su grandeza, Joxer insulta a Polifemo para provocarlo, sin medir las consecuencias. El gigantesco cíclope emerge del agua, levanta el barco y lo arroja por los aires. Sin embargo, Xena, quien iba oculta en la embarcación, interviene nuevamente. Tras un enfrentamiento feroz, en el que incluso están a punto de ser devorados, Xena engaña al cíclope pinchándole la cabeza con su espada. Creyendo que son piojos, Polifemo se golpea a sí mismo con su maza, dejándose fuera de combate.
Mientras tanto, Gabrielle, enfrentando a unos ladrones en su camino, se encuentra con Iolaus, quien viaja en busca de Hércules. Gabrielle le explica la situación y juntos deciden pedirle ayuda a Hércules para hablar con su media hermana Afrodita.
Joxer regresa triunfante al reino tras completar la misión y, para su sorpresa, se convierte en el centro de la atención de las mujeres del palacio. Sin embargo, no puede corresponder a ninguna, pues cualquier insinuación sería considerada traición y lo enviaría a prisión.
La séptima y última prueba es finalmente revelada: debe vencer a Xena en un combate singular.
Xena rechaza la idea y se marcha, sabiendo que su negativa pondrá fin a la farsa. Sin embargo, la princesa Nausica le ruega que luche, pues realmente ama a Joxer. A regañadientes, Xena accede.
Desesperado por deshacerse de Joxer, el rey ordena a Daphne seducirlo para acusarlo de infidelidad y enviarlo a prisión. Pero la joven, harta del acoso del monarca, se niega rotundamente.
Mientras tanto, Hércules logra persuadir a Afrodita para que ayude a Gabrielle.
En el duelo, los combatientes empuñan bastones con puntas de hierro. Sin embargo, Xena descubre que su arma está impregnada de veneno. Para evitar el peligro, se deshace de su bastón y le arrebata el de Joxer. En ese instante, distraída, recibe un golpe de Joxer. Acto seguido, uno de los sicarios del rey dispara dardos envenenados contra Joxer, pero Xena logra desviarlos con sus brazaletes.
Cuando el rey se percata de que Xena no matará a Joxer ni permitirá que lo asesinen, ordena derribar un pilar sobre ellos. Ambos logran esquivarlo y se dirigen al estrado donde el rey presenciaba el combate para confrontarlo.
En ese momento, Cupido aparece y explica que la princesa solo se enamoró de Joxer por un error: lo flechó accidentalmente en lugar de Daphne, quien era el verdadero objetivo del encantamiento. Una vez se rompe el hechizo, Nausica rechaza de inmediato a Joxer.
El rey, desesperado, le reclama a Cupido, recordándole los sacrificios que ha hecho a Afrodita para ganarse el favor de los dioses y lograr que Daphne se enamore de él. Sin embargo, Daphne, quien ha escuchado todo, se siente ultrajada por el intento de manipular sus sentimientos y lo denuncia ante la reina. Como resultado, el monarca es enviado al calabozo.
La historia concluye con Xena, Gabrielle y Joxer dejando el reino, mientras Joxer, abatido, reflexiona sobre su fracaso en el amor y su ilusoria grandeza.

## LOS DIENTES DEL DRAGÓN
Cómics # 7
Cómics Fórum, 2000
Autores: R, Thomas, R. Teranishi, S, Montano.
Xena y Gabrielle se encuentran en una taberna de Tebas discutiendo la historia de la fundación de la ciudad por Cadmo. Según el relato, Cadmo emprendió la búsqueda de su hermana Europa, quien había sido raptada por Zeus. Durante su travesía, consultó al oráculo de Delfos, quien le indicó que siguiera a una vaca y fundara una ciudad en el lugar donde esta se detuviera. En su camino, Cadmo llegó al arroyo de Ares, donde se enfrentó a un dragón que custodiaba la fuente. Tras vencerlo, plantó sus dientes en la tierra, de los cuales brotaron feroces guerreros. Obligado a luchar contra ellos, logró derrotarlos y así consolidó los cimientos de Tebas.
Mientras conversan, un anciano ciego entra en la taberna acompañado de su lazarillo, una mujer. Se trata de Edipo, el antiguo rey de Tebas, ahora exiliado y condenado a muerte si regresa a la ciudad. Antes de que pueda sentarse, es interceptado por los hombres del príncipe Adrasto, quien le recuerda su castigo. Xena y Gabrielle intervienen, enfrentándose a los soldados y obligándolos a huir junto con su líder.
Ya a salvo, Edipo se sienta con ellas y les relata su trágica historia: sin saberlo, mató a su propio padre, Layo, y más tarde se casó con su madre, Yocasta. Al descubrir la verdad, se cegó a sí mismo en un acto de expiación y dejó el trono en manos de Creonte, hermano de Yocasta. Gabrielle le pregunta por qué ha regresado a Tebas, y Edipo responde que siente que su muerte está cerca y desea fallecer en su tierra natal.
Mientras tanto, en un oscuro templo, Adrasto, acompañado de su leal soldado Surri, obtiene los legendarios dientes del dragón, planeando utilizarlos para crear un ejército con el que tomar Tebas por la fuerza. Para atraer a Xena y Gabrielle a su trampa, envía a un niño con el mensaje de que Hércules las espera en la tumba de Cadmo.
Xena y Gabrielle sospechan que se trata de un engaño, pero deciden acudir de todos modos. Al llegar, Adrasto planta los dientes en la tierra fértil y de ellos emergen siete poderosos guerreros, cada uno con habilidades sobrenaturales, como lanzar fuego, espinas y látigos místicos. La batalla es feroz Xena los ataca con su Chakram pero este no surte efecto en ellos. Gabrielle recuerda que, según la leyenda, Cadmo logró que los guerreros se atacaran entre sí arrojándoles una piedra. Intenta hacer lo mismo, pero, por accidente, golpea y deja inconsciente a Xena. Adrasto ordena a uno de sus guerreros con armas de garras que la mate, pero este se niega, argumentando que no es un acto honorable.
Xena recupera la conciencia y el combate continúa logrando herir y capturar a al guerrero con su propia arma. Con el apoyo de los habitantes de Tebas, logran hacer retroceder a Adrasto y su ejército, quienes juran regresar para conquistar la ciudad. Edipo, atormentado, teme que su presencia en Tebas haya traído la desgracia una vez más.
El cómic concluye con la promesa de una nueva confrontación en el próximo número: "Siete contra Tebas".

## SIETE CONTRA TEBAS
Cómics # 8
Cómics Fórum, 2000
Autores: R, Thomas, R. Teranishi, S, Montano.
Xena y Gabrielle se encuentran en una cabaña junto a Edipo y su lazarillo, quien resulta ser Antígona, su hija. Con ellos también está Equión, uno de los guerreros nacidos de los dientes del dragón, quien fue herido y capturado por Xena. Mientras intentan recuperarse, Creonte llega con sus hombres exigiendo que le entreguen a Edipo. Xena se niega y, cuando los soldados intentan forzar la situación, los derrota con facilidad.
Creonte, entonces, entra para hablar con Edipo, quien le revela que la diosa Deméter le prometió que bendecirá eternamente la tierra donde su cuerpo sea enterrado, razón por la cual ha regresado a Tebas. Creonte, consciente del valor de esta bendición, accede a que permanezca en la ciudad, pero solo bajo arresto en los calabozos. En ese momento, sus hombres irrumpen en la cabaña, derriban las paredes y capturan a todos, excepto a Xena y Gabrielle.
Mientras tanto, Adrasto ataca al rey de los colonos, Brion, con la ayuda de sus seis guerreros renacidos de los dientes del dragón:
1.   Udaeo, quien lanza espinas afiladas.
2.   Hyperenor, con su látigo de fluido metálico cortante.
3.   Capaneo, capaz de congelar a sus enemigos.
4.   Amfiarao, quien genera fuego con sus manos.
5.   Czonio, que hace temblar el suelo con cada paso de sus pesadas botas.
6.   Peloro, cuyo toque es ácido y corrosivo.
Con estos poderes, los guerreros derrotan fácilmente a Brion y se apoderan de su ejército, cuyos soldados, atemorizados, juran lealtad a Adrasto. Su plan es conquistar una o dos ciudades más para reforzar sus filas y luego tomar Tebas. Sin embargo, Hyperenor le sugiere una forma más rápida de entrar.
Por su parte, Xena y Gabrielle logran infiltrarse en el reino y se dirigen a los calabozos para comprobar que Edipo, Antígona y Equión siguen con vida. Xena, sintiéndose responsable por Equión tras haberle perdonado la vida, intenta negociar su liberación con Creonte.
Mientras tanto, Adrasto y Hyperenor exploran unas cavernas bajo Tebas, donde encuentran el esqueleto del dragón del cual nacieron los siete guerreros. Hyperenor le revela que un descendiente de Cadmo tiene el poder de revivirlo y controlarlo. Adrasto, descendiente de la casa real tebana, realiza el ritual y el dragón cobra vida, abriendo un camino directo al corazón de la ciudad.
Xena y Gabrielle apenas logran sobrevivir al primer ataque de la criatura. Equión, ya recuperado y empuñando sus garras de combate, se une a la lucha. Xena idea un plan: Gabrielle y Equión atraerán al dragón mientras ella busca su punto débil. Tras una intensa batalla, Xena detecta una conexión cervical vulnerable y logra decapitar al esqueleto de la bestia con un golpe preciso de su espada.
Más tarde, Equión agradece a Xena por haberle dado una oportunidad de demostrar su valor. Aunque nació como un guerrero adulto apenas un día atrás, siente que ha encontrado un propósito. Está a punto de confesar sus sentimientos hacia ella cuando Creonte y sus hombres aparecen con la intención de ejecutarlos. Sin embargo, en ese momento, Adrasto hace su entrada montando a la hija de la Esfinge derrotada en Tebas (en la mitología, la Esfinge fue vencida por Edipo al resolver su enigma). A su lado marchan sus seis guerreros y los ejércitos de tres naciones aliadas: Colonos, Arcadia y Mesenia, listos para la batalla final.

## SIETE CONTRA TEBAS II
Cómics # 9
Cómics Fórum, 2000
Autores: R, Thomas, R. Teranishi, S, Montano.
Adrasto llega a las puertas de Tebas y exige la rendición de su padre, Creonte. Sin embargo, este se niega, lo que lleva a Adrasto a capturarlo con la ayuda de la esfinge. Antes de que pueda llevárselo, Xena interviene, logrando que la criatura lo suelte. Creonte cae sobre una cabaña y queda inconsciente. Ante la ausencia de liderazgo, Xena toma el mando de Tebas y organiza la defensa contra el ejército de Adrasto.
Durante la batalla, Xena hiere uno de los ojos de la esfinge con su chakram, debilitándola. Equión, ahora recuperado, se une a Xena en combate y lucha contra los seis guerreros de Adrasto. A medida que los derrota, estos vuelven al polvo del que fueron creados. Mientras tanto, Xena combate a los restantes con su chakram y nota que esta vez sí puede dañarlos. Pronto comprende que, al haber entrado en contacto con la sangre de la esfinge, su arma ha adquirido magia, permitiéndole herir a los guerreros.
Mientras tanto, Adrasto intenta capturar a Edipo, pero su hija, Antígona, se interpone, y él decide secuestrarla en su lugar, seguro de que Edipo lo seguiría. La batalla en Tebas continúa, y Equión se enfrenta a Hyperenor, quien ha absorbido las habilidades de los guerreros caídos, convirtiéndose en una amenaza aún mayor.
Durante el enfrentamiento, Hyperenor hiere gravemente a Equión y captura a Xena con su látigo. Viéndose acorralado y comprendiendo que Hyperenor se fortalece al absorber habilidades, Equión toma una decisión desesperada: se autodestruye, confesándole su amor a Xena en sus últimos momentos. Sin embargo, al absorber la esencia de Equión, impregnada de amor por Xena, Hyperenor queda momentáneamente desorientado, lo que le da a Xena la oportunidad de liberarse y acabar con él usando su chakram. 
Tras la caída de los guerreros, Xena se reúne con Gabrielle, quien ha estado combatiendo a los soldados de los otros reinos. Sin el apoyo de los seis guerreros, estos comienzan a ceder. Gabrielle le informa a Xena que Edipo ha seguido a Adrasto en busca de su hija. Xena parte de inmediato en su búsqueda.
Cuando Edipo finalmente alcanza a Adrasto, amenaza con matar a Antígona. Sin embargo, Xena interviene y lo desarma con su chakram. Desesperado, Adrasto monta a la esfinge para atacar desde el aire. Xena logra saltar sobre la criatura y, en una feroz lucha aérea, consigue arrojar a Adrasto desde gran altura, acabando con él. La esfinge, ahora bajo el control de Xena, aterriza, reuniéndola con Gabrielle, Antígona y Edipo en la cima de una montaña.
Gabrielle informa que, con la muerte de Adrasto y sus guerreros, los ejércitos de los otros reinos han abandonado la lucha. Edipo, al escuchar que su ciudad sigue en pie, encuentra paz en sus últimos momentos y muere en los brazos de su hija. Con su fallecimiento, la maldición de los dioses que pesaba sobre él se disipa, y la bendición de Deméter recae sobre Tebas, asegurando su prosperidad.

## EL CAMINO DE LA MUERTE DEL GUERRERO
Cómics # 1 y 2
Dark Horse Comics,Septiembre 1999
Autores: John Wagner, Joyce Chin, Walden Wong
Esta historia se desarrolla en algún punto del capítulo 21 de la cuarta temporada de la serie original, después de que Xena y Gabrielle son crucificadas en el Monte Amaro, pero antes de que sus almas asciendan al cielo.
La trama comienza con Xena y Gabrielle crucificadas, atrapadas en un sufrimiento físico y emocional. Callisto, tras fallar previamente en su misión de corromper a Xena, es devuelta al Infierno, donde el Señor del Infierno le otorga una nueva oportunidad. Determinado a torcer el destino de Xena, Callisto se presenta nuevamente ante ella, pero esta vez personificando a Zeus.
Haciéndose pasar por el padre de los dioses, Callisto ofrece a Xena una salida: la posibilidad de corregir su historia y evitar su sufrimiento. En esta nueva realidad, Xena podría retomar su camino como conquistadora, utilizando la violencia y la guerra para unificar el mundo bajo su mando, con la promesa de crear un régimen justo y pacífico. Tentada por esta visión de un mundo mejor, Xena acepta la oferta.
Xena es enviada al pasado, justo en el momento en que se enfrenta a Dárfus, un antiguo camarada que la había traicionado. Tras derrotarlo, recupera el liderazgo de su ejército y comienza una ola de conquistas que se extiende por todo el mundo. En cada territorio, Xena impone leyes de paz, pero a un precio alto: elimina sin piedad a quienes se le oponen.
Mientras Xena avanza en su campaña, Callisto, aún disfrazada de Zeus, la manipula, asegurándose de que siga su brutal camino. Sin embargo, en la realidad presente, el cuerpo físico de Xena permanece crucificado junto al de Gabrielle. En un acto de crueldad, Callisto se aparece ante Gabrielle en su verdadera forma, atormentándola con visiones de lo que está sucediendo. Le revela que todo es parte de un plan del Señor del Infierno para asegurarse de que Xena, al final, caiga en sus manos.
En esta nueva línea de tiempo, el ejército de Xena llega a la villa natal de Gabrielle con intenciones de someterla. Los habitantes, resignados, deciden rendirse sin ofrecer resistencia, recibiendo a las tropas con flores y jurando acatar las leyes impuestas por Xena, excepto la de asesinar a otros.
Cuando Xena llega a la villa, se encuentra cara a cara con la Gabrielle de esta realidad. Gabrielle intenta razonar con ella, cuestionando el camino que ha tomado. Aunque reconoce las buenas intenciones de Xena de establecer la paz, señala que el método que está empleando es cruel e inhumano.
En ese momento, “Zeus” aparece e intenta persuadir a Xena de que mate a Gabrielle, argumentando que su muerte es necesaria para mantener su reinado. Sin embargo, Xena se niega, enfrentándose al dios. Durante el combate, Xena descubre la verdad: Zeus es en realidad Callisto. Con determinación, derrota a Callisto y la envía de regreso al Infierno, donde su fracaso la condena al castigo del Señor del Infierno.
Tras derrotar a Callisto, Xena es transportada de vuelta a su cuerpo crucificado, donde muere junto a Gabrielle. Este desenlace restablece los eventos de la serie original, preservando la línea temporal tal como fue concebida.
Nota adicional
La historia se sitúa entre los eventos finales de la cuarta temporada, explorando una posible tentación de Xena para desviarse de su camino hacia la redención. A través de esta narrativa, se reafirma que, aunque Xena buscaba la paz, su esencia y su vínculo con Gabrielle eran cruciales para resistir la corrupción y mantenerse fiel a sus principios.

## EN EL INFIERNO
Cómics # 3
Dark Horse Comics, noviembre 1999
Autores: John Wagner, Mike Deodato, Nelson, John Workman
Esta historia se sitúa en algún punto del primer capítulo de la quinta temporada de la serie original, en el lapso de tiempo posterior a los eventos donde Xena salva el alma de Callisto, quien se convierte en un ángel, y la batalla final entre los demonios del Infierno, liderados por Xena, y los ángeles y arcángeles del Cielo.
Tras su caída, Xena, ahora transformada en un demonio al servicio del Señor del Infierno, se entrega con perverso placer a su nueva tarea: torturar las almas condenadas. Entre estas se encuentra Julio César, quien ya había sido asesinado por el Senado de Roma. Xena disfruta infligiéndole sufrimiento, mostrando su nueva naturaleza demoniaca.
El Señor del Infierno, ambicioso en su guerra contra el Cielo, encomienda a Xena una misión crucial: asesinar y corromper al dios nórdico Thor, para atraerlo a sus filas y fortalecer su ejército.
Xena comienza su búsqueda y localiza a Thor en plena batalla contra gigantes. Portando su poderoso martillo, Thor demuestra una fuerza abrumadora que impresiona incluso a Xena. Reconociendo que un enfrentamiento directo sería demasiado arriesgado, decide seguirlo en busca de un momento de debilidad.
Thor se dirige a una villa cercana, donde encuentra una taberna y empieza a cortejar a una mujer local. La mujer, comprometida en matrimonio, rechaza las insistencias de Thor, pero este continúa con su actitud autoritaria.
Finalmente, desesperada y sintiéndose acorralada, la mujer decide quitarse la vida.
Xena, viendo una oportunidad perfecta, utiliza sus poderes demoníacos para poseer el cuerpo de la mujer antes de que esta tenga oportunidad de hacerlo. Ahora en posesión del cuerpo de la joven, Xena seduce a Thor y lo guía hacia las puertas del Infierno.
Una vez en las puertas del Infierno, Xena, aún poseyendo el cuerpo de la mujer, administra el veneno que esta había planeado usar para suicidarse, neutralizando a Thor. Los demonios del Infierno aprovechan la situación y capturan al dios nórdico, arrastrándolo a su reino.
Sin embargo, Thor no permanece sometido por mucho tiempo. Recuperándose rápidamente, libera toda su furia y destruye a los demonios que lo habían capturado. Luego, desafía al mismísimo Señor del Infierno a un combate. Pero este, calculador, decide no aceptar el reto, permitiendo que Thor escape del Infierno y regrese a su propio reino.
Tras el fracaso de Xena para corromper a Thor, el Señor del Infierno decide que su mejor opción es un asalto directo al Cielo. Ordena a Xena y a las legiones demoníacas que se preparen para la invasión, lo que conecta directamente con los eventos del capítulo mencionado de la serie.

## ESCLAVA
Cómics # 4
Dark Horse Comics, diciembre 1999
Autores: John Wagner, Joyce Chin, Walden Wong, John Workman
Esta historia se sitúa después de los eventos en los que Xena es resucitada por Eli, situándose cronológicamente después del episodio 4 de la quinta temporada de la serie original, donde Xena ya ha descubierto que está embarazada.
Mientras visita una villa junto a Gabrielle, Xena se reúne con viejos amigos. Durante su estancia, un barco arriba al puerto, cargado de esclavos y animales exóticos para ser vendidos. Entre los cautivos se encuentra un león que logra escapar, sembrando el caos en la villa. Xena se enfrenta al animal cuerpo a cuerpo, logrando ahuyentarlo con su destreza.
En medio del tumulto, Xena observa a una joven de trece años llamada Fátima, visiblemente embarazada, que está siendo subastada como esclava. Compadecida, intenta ayudarla, pero Fátima rechaza cualquier auxilio, mostrándose extrañamente decidida a permanecer en su situación actual.
Conmovida, Xena decide liberar a Fátima y planea comprar su libertad en la subasta. Sin embargo, los precios comienzan a elevarse rápidamente, superando cualquier expectativa. Un grupo de hombres egipcios ofrece una exorbitante suma de dinero por la joven, lo que despierta las sospechas de Xena. Gabrielle, en un intento desesperado por igualar la oferta, promete una cantidad que claramente no poseen.
Buscando respuestas, Xena confronta al líder del grupo egipcio. En el enfrentamiento Xena le quita un amuleto y el hombre se desintegra ante sus ojos, dejando únicamente su esqueleto. Sorprendida pero decidida, Xena utiliza el dinero de los egipcios para pagar al esclavista y lleva a Fátima a una posada en la villa, buscando protegerla.
En la posada, un hombre llamado Claudio llega buscando a Fátima. Xena, desconfiada, rechaza cualquier trato y exige una explicación. Claudio revela que el verdadero nombre de la joven es Filomena y que es hija de un noble de Alejandría. Según él, había recibido una carta en la que le decían que Filomena estaba embarazada y en peligro, sin mencionar o aclarar el porqué del peligro. Para protegerla de posibles enemigos, se había planeado enviarla disfrazada como esclava, asegurando que Claudio la comprara y la pusiera a salvo. Sin embargo, no contaban con que alguien más estuviera dispuesto a pagar tanto por ella.
Mientras Claudio explica la situación, los dos hombres que acompañaban al misterioso líder egipcio aprovechan un descuido y logran raptar a Filomena. Xena y Gabrielle se disponen a rastrearla, enfrentándose a este nuevo desafío que promete respuestas más profundas sobre los oscuros intereses que giran en torno a la joven y su futuro hijo.
El número concluye con Xena y Gabrielle siguiendo el rastro de los captores, dejando abiertas las puertas para el desarrollo de esta trama en la siguiente entrega, "El rastro de la esclava".

## EL RASTRO DE LA ESCLAVA
Cómics # 5
Dark Horse Comics, enero 2000
Autores: John Wagner, Fabiano Neves, Walden Wong
La historia continúa tras los sucesos del número anterior. Filomena, raptada por los hombres egipcios, es llevada en barco a Egipto junto con el esqueleto del misterioso hombre que se desintegró cuando Xena le arrebató un extraño amuleto. Xena intentó interceptar el barco, pero no logró abordarlo, regresando a la villa para reagruparse con Gabrielle y Claudio.
De vuelta en la villa, Claudio reconoce el amuleto que Xena lleva consigo y le pregunta por su origen. Al escuchar cómo lo obtuvo, Claudio le explica que se trata del Amuleto de Set, un objeto con un corazón momificado en su interior capaz de otorgar el poder de revivir a los muertos a quien lo porte. Esta revelación explica la desintegración del hombre cuando Xena le arrebató el amuleto. Determinada a rescatar a Filomena y entender los misterios detrás de este artefacto, Xena y Gabrielle parten hacia Egipto.
En Egipto, Cleopatra, gobernante del reino, sospecha de la profanación de la tumba de Ankar, antiguo sumo sacerdote de Set, dios del desierto. A su servicio está Nepatuk, un intrigante consejero, a quien encarga aplacar los rumores de que ella asesinó a su hermano Ptolemi para ascender al trono. Sin embargo, Nepatuk abandona la presencia de Cleopatra y se dirige al calabozo, donde reprende a los hombres que capturaron a Filomena. Molesto por la pérdida del amuleto, esencial para sus planes, Nepatuk se entera de que Xena ha sido vista en Egipto y ordena que la sigan y vigilen.
Xena y Gabrielle llegan a la casa de los padres de Filomena, pero descubren que estos han sido arrestados por órdenes de Cleopatra. Solo los sirvientes permanecen allí. Tras escuchar a Xena y su relato del rapto, los sirvientes revelan un detalle crucial: Filomena está embarazada de Ptolemi, lo que convierte a su hijo en el legítimo heredero al trono de Egipto. Este hecho sugiere que los agentes de la reina están detrás de Filomena y su hijo para asegurar que no haya reclamantes al poder.
Xena, sin embargo, duda que Cleopatra esté involucrada en semejante complot. Decidida a obtener respuestas, se infiltra en el palacio y confronta directamente a Cleopatra, quien revela conocerla debido a sus conversaciones con Julio César. Xena exige información sobre Filomena y su hijo, pero Cleopatra parece genuinamente desconcertada, negando cualquier conocimiento del asunto.
Antes de que Cleopatra pueda dar más explicaciones, Nepatuk entra acompañado de guardias y captura a Xena, Gabrielle y la propia Cleopatra. Recuperando el amuleto de Set, Nepatuk revela sus verdaderas intenciones: llevar a cabo un ritual que permitirá el renacimiento de Set. Cleopatra, atando cabos, comprende finalmente el complot. Nepatuk planea utilizar a Filomena y a su hijo para completar el sacrificio. La sangre real del niño permitirá que el espíritu de Set posea su cuerpo, resucitando como un dios para traer destrucción a los enemigos de Egipto.

## SACRIFICIO
Cómic # 6
Dark Horse Comics, febrero 2000
Autores: John Wagner, Mike Deodato, Amador Cisneros
La historia retoma los eventos de El rastro de la esclava. Xena, Cleopatra y Gabrielle han sido capturadas por los soldados traidores leales a Nepatuk. Decididas a frustrar el sacrificio de Filomena y evitar el renacimiento del dios Set, las tres mujeres deben unir fuerzas y enfrentarse a una amenaza que trasciende lo humano.
Mientras son retenidas, Xena interroga a Cleopatra sobre el lugar donde se llevará a cabo el sacrificio. Cleopatra revela que Filomena está siendo llevada a la Tumba de los Antiguos, ubicada bajo la ciudad y lugar de descanso del sumo sacerdote Ankar. Allí planean revivir a Ankar como paso previo para el renacimiento de Set.
Con esta información, Xena y Cleopatra se rebelan contra sus captores. Xena, con su habilidad en combate, derrota a los soldados traidores, permitiendo que las tres mujeres escapen del palacio. Junto a un grupo de soldados leales a Cleopatra, parten en barco hacia la tumba, conscientes de que tienen algo de tiempo antes de que los traidores puedan completar el ritual.
Durante el viaje, Cleopatra expresa su desdén hacia los dioses egipcios, como Set, quienes dependen de complejos rituales para actuar. Los compara con los dioses griegos y romanos, quienes, según ella, poseen mayor libertad y poder. Cleopatra incluso insinúa que los dioses egipcios están más enfocados en la vida después de la muerte que en los asuntos de los mortales.
Mientras tanto, en la Tumba de los Antiguos, los seguidores de Nepatuk colocan a Filomena en una mesa de sacrificios. Comienzan el ritual para revivir a Ankar, invocando el poder del amuleto. Xena y Gabrielle llegan justo a tiempo para interrumpir el proceso.
A pesar de que los soldados traidores cierran las pesadas puertas de piedra de la tumba, Xena logra deslizarse dentro antes de que se sellen completamente. Gabrielle y Cleopatra, junto con los soldados leales, quedan atrapadas afuera y comienzan a buscar una forma de abrirlas.
Dentro de la tumba, Xena enfrenta a los soldados y usa su chakram para interrumpir el ritual en el momento en que Ankar estaba a punto de sacrificar a Filomena. Mientras Xena lucha contra Ankar y los seguidores de Nepatuk, Gabrielle y Cleopatra intentan abrir la puerta desde el exterior. Cleopatra señala que romper la puerta requeriría meses de trabajo de ingeniería.
De repente, un fuerte temblor sacude la tumba, y las estatuas de los dioses egipcios cobran vida. Los verdaderos dioses aparecen ante Cleopatra, reprendiendo sus comentarios desdeñosos sobre su supuesta indiferencia. Explican que, aunque han preferido mantenerse apartados de los asuntos mortales, el peligro que representa Set los obliga a intervenir.
Con un gesto divino, los dioses destruyen la puerta de piedra, permitiendo que Gabrielle y Cleopatra entren en la tumba junto con los soldados leales.
Dentro de la tumba, Xena se enfrenta a Ankar en un feroz combate. Usando su astucia y habilidad, logra arrancarle el amuleto que lo mantiene con vida, destruyendo el corazón momificado en su interior y acabando con Ankar de forma definitiva. Gabrielle, por su parte, libera a Filomena, mientras los soldados detienen a Nepatuk.
Cleopatra, demostrando su autoridad, decide esclavizar a Nepatuk, condenándolo a remar en su barco como castigo por su traición.
Liberada Filomena, Cleopatra asegura a Xena que tanto la joven como su hijo estarán protegidos en Egipto. Cleopatra minimiza la amenaza que el niño podría representar para su trono, creyendo que el destino decidirá su futuro mucho antes de que alcance la mayoría de edad.
Cleopatra ofrece a Xena un puesto permanente en su corte, una propuesta que Xena rechaza amablemente. Cleopatra, sin embargo, deja la invitación abierta, afirmando que Xena siempre será bienvenida en Egipto. El número finaliza con Xena despidiéndose de Filomena indicándole que cuide a su bebe y Gabrielle haciéndole notar a Xena que ella debería empezar a hacer lo mismo.

## UN DIA EN EL CIRCO
Cómic # 7
Dark Horse Comics, marzo 2000
Autores: John Wagner, Davide Fabbri, Mark Heike.
En esta historia, Xena y Gabrielle se encuentran en Roma durante los preparativos para los juegos en el Coliseo. Con la ayuda de Cato, miembro del Circo Máximo que trabaja en los juegos, las protagonistas buscan visitar a Nemon y Úrsula, seguidores de Eli que han sido encarcelados y están condenados a ser echados a los leones como parte del espectáculo.
Xena y Gabrielle logran llegar hasta ellos y les proponen un plan para liberarlos. Sin embargo, Nemon y Úrsula rechazan la oferta, ya que su fe les prohíbe que alguien emplee la violencia en su nombre, incluso para salvarlos. Frustrada por la negativa, Gabrielle comenta que desearía encontrar al "cretino" responsable de su condena. En respuesta, Cato le señala al culpable: Tito Domiciano, el magistrado encargado de organizar los juegos, quien se encuentra en un balcón del Coliseo junto a su consejero, Ficus.
Tito, un político ambicioso, organiza los juegos para elevar su popularidad con la intención de postularse como cónsul. En ese momento, evalúa la posibilidad de incluir elefantes como parte del espectáculo, pero la idea le parece costosa. Sus planes dependen del éxito de Mercurio, el mejor auriga (conductor de carros) de Roma, en la próxima carrera, ya que esperan recuperar todo el dinero invertido.
Mientras tanto, Xena y Gabrielle suben hasta el balcón para enfrentarse a Tito, expresando su descontento por la decisión de lanzar a los seguidores de Eli a los leones. Después de la tensa confrontación, al retirarse, las protagonistas presencian cómo Mercurio, el arrogante campeón, empuja a un jinete rival desde su carroza durante un entrenamiento. Xena intenta salvarlo, pero el jinete muere a causa de la caída.
Furiosa, Xena enfrenta a Mercurio, volcando su carroza con sus propias manos y golpeándolo. Alarmado por la situación, Tito ordena a los gladiadores del equipo rojo, al que pertenece Mercurio, que ataquen a Xena. Sin embargo, Cato interviene para calmar los ánimos, sugiriendo que resuelvan sus diferencias en los juegos del día siguiente.
Tras el incidente, un integrante del equipo verde, al que pertenecía el jinete fallecido, observa la destreza de Xena al intentar salvar a su compañero y la invita a unirse a su grupo como auriga para competir contra Mercurio. Xena rechaza la propuesta, enfocándose en resolver el problema de Nemon y Úrsula. En ese momento, a Xena se le ocurre un plan, dejando el desenlace en suspenso para continuar en el próximo número.

## DUELO DE CARROZAS
Cómic # 8
Dark Horse Comics, abril 2000
Autores: John Wagner, Davide Fabbri, Mark Heike.
Continuando los eventos del número anterior, Xena y Gabrielle permanecen en Roma, observando a Mercurio, quien presume en una taberna sobre un medallón de oro que, según él, le otorgó el propio César en reconocimiento a sus habilidades como auriga. Durante su fanfarronería, Mercurio discute con el joven jinete que reemplazará al miembro fallecido del equipo verde en la próxima carrera. Xena, Gabrielle y Cato, quienes también están en la taberna, comentan que el nuevo jinete parece demasiado joven e inexperto para competir contra alguien como Mercurio.
Cato, consciente de los riesgos, les pide que no lo involucren públicamente en el plan de Xena, ya que su circo participa en los juegos y debe mantenerse neutral. Xena y Gabrielle ponen en marcha su estrategia: secuestrar a Mercurio. Aprovechando un momento en que este se encuentra escoltado por dos soldados, Xena los derrota con facilidad y captura al auriga.
Con Mercurio como prisionero y el medallón en mano, Xena se dirige a Tito Dominicano. Conoce bien que Tito ha gastado casi toda su fortuna en la organización de los juegos y que ha apostado el resto de su dinero a favor de Mercurio en la carrera. Xena utiliza esta información para presionarlo: le ofrece liberar a Mercurio a cambio de la libertad de los seguidores de Eli. Aconsejado por Ficus, Tito acepta la oferta y deja ir a los prisioneros.
Sin embargo, unos espías infantiles, trabajando para los soldados de Tito, siguen al grupo de Eli liberado por Xena hasta donde retiene a Mercurio. En el enfrentamiento que sigue, Nemon, el amigo de Gabrielle y Xena, es asesinado. Desconsolada y furiosa, Xena intenta vengarse, pero Úrsula la detiene, recordándole los principios de Eli, quien predicaba la no violencia y el amor al prójimo. Úrsula le hace prometer a Xena que no buscará venganza, ya que Nemon no habría querido que sus creencias fueran traicionadas.
A pesar de su promesa, Xena decide vengarse de manera diferente. Se dirige al coliseo, donde la carrera ya ha comenzado. Durante la competencia, el joven jinete del equipo verde cae de su carroza, y Xena toma su lugar. En una demostración de habilidad y determinación, Xena compite contra Mercurio, logrando vencerlo y ganar la carrera.
Esta victoria no solo humilla a Mercurio, sino que también deja a Tito en la bancarrota, arruinando sus aspiraciones políticas. Satisfecha con su forma de justicia, Xena abandona Roma junto a Gabrielle, dejando atrás el caos de los juegos.
Nota: Esta historia se sitúa después de la muerte de Eli a manos de Ares (Temporada 5, Episodio 9 de Xena: La Princesa Guerrera).

## SI BAJAS AL BOSQUE
Cómic # 9
Dark Horse Comics, mayo 2000
Autores: Ian Edginton, Mike Deodato jr, Neil Nelson
Xena, Gabrielle y Amarice se dirigen desde Germánica hacia Mesina cuando, en su trayecto, atraviesan un denso bosque que los lleva a una taberna local. Al llegar, notan que los habitantes del lugar están sumidos en un profundo temor. En ese momento, una anciana irrumpe en la taberna suplicando ayuda para encontrar a su nieta, quien, según cuenta, se perdió en el bosque.
Los lugareños les explican que muchas personas han desaparecido en el bosque, el cual consideran maldito. Decididos a investigar, Xena, Gabrielle y Amarice se internan en el bosque en busca de la niña. Allí encuentran una escena espeluznante: cuerpos de los desaparecidos colgando de las ramas, en lo que parece ser un acto de brujería.
Mientras tanto, en la taberna, la anciana permanece con los lugareños, quienes intentan brindarle consuelo. Sin embargo, la mujer repentinamente se transforma en una criatura maligna hecha de ramas secas. Los habitantes, aterrados, logran destruirla, descubriendo que no era más que una impostora sobrenatural.
De vuelta en el bosque, Xena y su grupo quedan atrapados en un círculo de fuego que surge a su alrededor, dificultando su avance. Gabrielle, al ver la figura de una niña corriendo, atraviesa el fuego para seguirla, pero cae en una trampa de espinas que crecen y se regeneran cada vez que intentan cortarlas.
Finalmente, vuelven a avistar a la niña, pero Xena, sospechando que todo es una farsa, decide confrontarla. Sus temores se confirman cuando, del cuerpo de la niña, emerge una criatura con aspecto de jabalí: Bhorn, el antiguo dios de la guerra, cuya apariencia grotesca combina ramas, colmillos y un aura oscura. Bhorn está lleno de resentimiento hacia la humanidad, acusándola de haber abandonado a los antiguos dioses y de destruir los bosques que protegían.
Xena enfrenta al espíritu vengativo de Bhorn, utilizando su habilidad para matar dioses. Tras un combate feroz, Xena logra derrotarlo, descubriendo que Bhorn era en realidad el espíritu de un dios muerto que buscaba vengarse.
Para dar tranquilidad a los lugareños, Xena lleva el cráneo del dios derrotado a la taberna como prueba de su victoria. Con la amenaza eliminada, Xena, Gabrielle y Amarice retoman su camino hacia Mesina.

## EL MAGNÍFICO SVEN
Cómic # 10
Dark Horse Comics, junio 2000
Autores: Ian Edginton, Mike Deodato jr, Neil Nelson
Mientras cabalgan, Xena y Gabrielle encuentran a un hombre colgado desnudo de los pies en un árbol. Deciden liberarlo y, tras vestirlo improvisadamente con los calzones de Xena, una manta y la correa del caballo a modo de falda escocesa, lo llevan a una taberna cercana.
Allí, el hombre se presenta como Sven, un príncipe nórdico. Les cuenta que fue colgado por sus propios hombres, quienes lo consideran una vergüenza para su raza vikinga. Sven no comparte el gusto por la guerra y las masacres que caracterizan a su pueblo, y eso lo hace parecer débil a los ojos de sus hombres. La razón inmediata de su castigo fue que lo descubrieron pagando a los habitantes de una aldea por los bienes que sus guerreros habían saqueado.
Mientras Sven relata su historia, un grupo de mercenarios tracios irrumpe y  los ataca. Xena y Gabrielle logran derrotarlos y los interrogan. Los mercenarios confiesan que habían capturado el navío nórdico de los hombres de Sven y llegaron a un acuerdo con uno de ellos: Nogbhad, el hermanastro de Sven, les prometió una recompensa por la captura y muerte del príncipe.
Con esta información, Xena idea un plan. Finge haber capturado a Sven y se presenta con él ante Nogbhad. Durante el viaje, Sven les cuenta más sobre su vida: su madre, originaria de Britania, fue quien lo crio, educó y entrenó, inculcándole valores y habilidades que lo diferencian de su pueblo belicoso.
Cuando finalmente se encuentran con Nogbhad, Xena se percata de que este planea traicionar y eliminar a quien le entregue a Sven. La situación rápidamente se convierte en un enfrentamiento. Mientras tanto, Sven intenta liberar a sus hombres, pero estos lo rechazan, afirmando que prefieren morir como guerreros y ser llevados al Valhalla antes que seguir a un rey que consideran débil.
En ese momento, Nogbhad ataca a Sven, obligándolo a luchar. Gracias a las enseñanzas de su madre, Sven logra vencer a su hermanastro en combate. Impresionados por su valentía y habilidad, los hombres de Sven deciden unirse a él en la batalla contra los mercenarios. Juntos, logran la victoria.
Al final del enfrentamiento, los vikingos se embarcan nuevamente en su navío, con Sven ahora como su líder legítimo. Antes de partir, Sven agradece a Xena por su ayuda. Cuando el barco ya está en el agua, Xena pide que Sven regrese. En ese momento, una brisa levanta la "falda" improvisada de Sven, revelando que llevaba puesto a todos sus hombres que lo estaban viendo en ese momento. Ante la escena, Gabrielle, confundida, le pregunta a Xena por qué pidió que volviera, a lo que esta responde con una sonrisa: "Sven todavía lleva puesto mi calzón".

## CAE LA OSCURIDAD
Cómic # 11 -12
Dark Horse Comics, julio – agosto 2000
Autores: Ian Edginton, Mike Deodato jr, Neil Nelson
Esta historia, desarrollada en dos números, nos lleva junto a Xena y Gabrielle mientras viajan hacia una villa donde reside Maltheus, un antiguo amigo de Xena. Maltheus es un vidente confinado en la villa por un hechizo de restricción impuesto por el Sindicato de Oráculos. Este castigo le fue impuesto por haber utilizado su habilidad para enriquecerse mediante apuestas y otras actividades contrarias a los principios éticos de los videntes.
Mientras tanto, en el Olimpo, Zeus y Helios dios del sol, tienen una acalorada discusión. Zeus ordena algo a Helios, pero este se niega rotundamente, dejando entrever una creciente tensión entre los dioses.
En la villa, Xena y Gabrielle conversan con Maltheus cuando este parece recibir un mensaje profético. Sin embargo, el vidente pierde la vista repentinamente. Alarmada, Xena le pregunta qué sucedió, y Maltheus responde que los dioses han abandonado a la humanidad y han cortado todo contacto con ellos. Antes de quedar ciego, tuvo una última visión: la llegada inminente de las Lamias, antiguas amazonas corrompidas por una súcubo llamada Lamia.
Las Lamias fueron esclavizadas por esta criatura vampírica para formar su ejército, pero se rebelaron y la mataron. Desde entonces, las Lamias, convertidas en amazonas no-muertas, canalizan su ira y hambre contra la humanidad. Fueron selladas hace siglos por un poderoso mago, quien sacrificó toda su magia para contenerlas. Los dioses, en gratitud, otorgaron al mago el don de la videncia. Este mago no es otro que Maltheus.
Sin embargo, con la desaparición de los dioses, las criaturas del inframundo han comenzado a unirse y atacar a los humanos, sumiendo al mundo en una creciente oscuridad.
Xena, Gabrielle y Maltheus huyen de la villa, pero Maltheus es herido por una flecha envenenada durante la huida. Antes de morir, utiliza su última magia para infundir el chakram de Xena con un poder místico.
Mientras continúan su camino, son atacadas por una Lamia que hiere gravemente a Gabrielle. Xena se enfrenta a la criatura, pero es lanzada lejos. Justo cuando la Lamia está a punto de acabar con ella, Sven aparece y la elimina.
El grupo llega a una villa donde se han reunido soldados de diversas regiones y culturas, todos unidos para enfrentar a los demonios. Sin embargo, Gabrielle, infectada por la herida de la Lamia, comienza a transformarse. El curandero de la villa propone matarla para evitar su completa conversión, pero Xena se niega, determinada a salvarla. La única forma de detener la transformación es derrotar a las Lamias.
Los soldados, liderados por Xena y Sven, se preparan para una batalla final contra los demonios. Aunque la humanidad comienza a ganar terreno, Xena abandona el combate para buscar y enfrentarse a las Lamias directamente. Las encuentra y las derrota utilizando el chakram imbuido con la magia de Maltheus.
Tras su victoria, Xena descubre la carroza celestial de Helios con los sementales del sol. Monta la carroza y cabalga hacia los cielos, trayendo nuevamente la luz del sol al mundo. Esta luz destruye a los demonios del inframundo y a las Lamias, además de detener la transformación de Gabrielle. Sin embargo, el calor abrasador de la carroza comienza a consumir a Xena.
Cuando todo parece perdido, Xena despierta en un jardín celestial, donde la recibe Zeus. Él le explica que los dioses no abandonaron a la humanidad, sino que se retiraron de su percepción. Este retiro fue necesario porque los dioses están destinados a cambiar: un único dios tomará el control de la humanidad en el futuro. Zeus asegura que los dioses querían que los humanos aprendieran a defenderse por sí mismos.
Xena lo confronta, acusándolo de actuar por conveniencia propia, ya que siente que sus días como gobernante del Olimpo están contados. Zeus admite que la maldad siempre existirá, incluso con los cambios en las deidades. También revela que Helios, quien se opuso al plan, fue desterrado y confinado con el canto de las sirenas.
Antes de despedirse, Zeus le advierte a Xena que esto no es el final entre ellos. Aunque le ofrece borrar los recuerdos de estos eventos, Xena se niega, aceptando su carga como única testigo de lo sucedido.

## LEGIÓN
Cómic # 13
Dark Horse Comics, septiembre 2000
Autores: Ian Edginton, Mike Deodato jr, Neil Nelson 
La historia comienza con una mujer huyendo desesperadamente de una criatura femenina de apariencia infernal. Mientras tanto, Xena participa en un combate dentro de una jaula, enfrentándose a Angos, un hombre corpulento, en un espectáculo de lucha con el objetivo de ganar algo de dinero. A pesar de que Xena derrota a su oponente, los jueces del torneo deciden invalidar su victoria y otorgan el premio a Angos. 
Esa misma noche, Xena y Gabrielle descubren a Angos acosando a una mujer. Sin dudarlo, lo golpean para alejarlo de ella y, tras asegurarse de que está a salvo, conversan con la joven, quien resulta ser la misma mujer que huía al inicio del número. Se presenta como Mhira Baptista, hija del general Fenicio Xeres Baptista, y les confiesa que está siendo perseguida por un espectro debido a una maldición lanzada por un enemigo de su padre. La criatura ha asesinado a todos los que se han acercado a ella, por lo que busca desesperadamente protección.
Xena le advierte que debe elegir bien en quién confiar, pues hombres como Angos solo buscarán aprovecharse de su situación. Ante la crisis económica en la que se encuentran, Gabrielle sugiere aceptar el trabajo como sus protectoras a cambio de una recompensa. Mhira asegura que puede pagarles, pero Xena insiste en que, antes de enfrentarse al espectro, necesitan la ayuda de alguien con conocimientos mágicos, pues las armas comunes no servirán contra esa entidad.
Justo en ese momento, el espectro aparece y ataca al grupo de bandidos de Angos, abriéndose paso entre ellos hasta llegar a Xena y las demás. Xena intenta combatirlo, pero pronto se da cuenta de que la criatura posee poderes mágicos que la superan. Desesperada, Mhira le suplica a Xena que la mate para acabar con la maldición, pero el espectro toma la palabra y revela su verdadera identidad: no es un simple ente vengativo, sino Legión, un agente del orden y el equilibrio.
Legión demuestra conocer la verdad sobre Xena, recordándole los eventos en los que montó la carroza de Helios para salvar a la humanidad, un acto de valentía que ningún otro mortal se habría atrevido a realizar. Explica que, aunque Zeus reorganizó el mundo y borró los recuerdos de esos acontecimientos de la mente de los humanos, algunos condenados lograron escapar del infierno sin que el dios supremo lo notara. Su misión es asegurarse de que los culpables enfrenten su castigo.
En ese momento, Mhira toma un cuchillo y atrapa a Gabrielle por el cuello, revelando su verdadera naturaleza: no es una víctima inocente, sino una criminal. En vida, asesinó a toda su familia para impresionar a su amante, un bandido que, irónicamente, terminó traicionándola y matándola. Desesperada, afirma que no quiere regresar al infierno y soportar nuevamente los años de tortura. Sin embargo, Legión la corrige con frialdad: solo ha estado en el infierno una semana.
Impactada por esa revelación, Gabrielle aprovecha un momento de distracción para derribar a Mhira. Legión se encarga de llevarse a la condenada de regreso al infierno, mientras Xena y Gabrielle se quedan con el dinero que ella dejó atrás.
Al final del número, Gabrielle le pregunta a Xena qué quiso decir Legión cuando mencionó que ella salvó al mundo.

## EL MODELO DEL AÑO
Cómic # 14
Dark Horse Comics, octubre 2000
Autores: Ian Edginton, Mike Deodato jr, Neil Nelson 
En este número, Xena y Gabrielle llegan a una villa donde comienzan a notar algo extraño: hay múltiples copias de personas que conocen, incluyendo a Joxer, Hércules, Iolaus, Ares e incluso de ellas mismas. Intrigadas, deciden investigar el misterio detrás de estas duplicaciones.
Pronto descubren que todo es un plan ideado por Autolicus y Salmoneus, quienes, junto a un grupo de artesanos especializados en la creación de golems de arcilla, han estado fabricando y vendiendo copias de héroes y dioses para ganar dinero. Xena y Gabrielle confrontan a Salmoneus y le exigen que las lleve hasta los artesanos responsables.
Al llegar a la cabaña donde trabajan, solo encuentran a uno de ellos, quien les informa que los demás fueron reclutados por Vhorgo, el berserker de Mesenia. Vhorgo ha convencido a los escultores de ayudarlo a crear un ejército de golems de arcilla para sus propios fines. 
Ante la amenaza, Xena y Gabrielle, con la ayuda de Autolicus y Salmoneus, reúnen a todas las copias de golems que estos habían creado y se preparan para enfrentarse en batalla contra el ejército de Vhorgo. Mientras Xena lidera la lucha, Autolicus y Salmoneus intentan convencer a los escultores de dejar de producir más golems. Sin embargo, estos se niegan, afirmando que ahora trabajan exclusivamente para Vhorgo.
Autolicus, astutamente, les menciona que en ese mismo momento Vhorgo está combatiendo contra Xena y su ejército, lo que significa una derrota segura. Al escuchar el nombre de la guerrera, los escultores, temerosos, deciden detener la producción de golems.
Xena logra imponerse en la batalla y obtener la victoria. Finalmente, el número concluye con Xena y Gabrielle en una taberna, reflexionando sobre si, dentro de mil años, alguien aún las recordará.
Información para complementar:
VOL1.

### 01 DARK XENA
Dynamite Entertainment, 2007
Autores: John Layman, Noah Salonga, Chris Garcia 
Esta historia se sitúa después del final de la serie Xena: La Princesa Guerrera y antes de los eventos del "Concurso de Panteones".
Tras la muerte de Xena, Gabrielle emprende un viaje de varios meses a tierras olvidadas, lugares envueltos en mitos donde incluso los dioses solo susurran su existencia. Su búsqueda la lleva a C’thulon, un antiguo dios anterior a los Titanes, poseedor del poder de reescribir la realidad. Gabrielle le suplica que le devuelva a Xena y todo lo que compartieron, deseando que "todo vuelva a ser como antes".
C’thulon accede, pero le advierte que los favores de los dioses tienen un precio: "Obtendrás exactamente lo que pides, pero puede que descubras que es lo más terrible de todo". Gabrielle, dispuesta a arriesgarlo todo, insiste en su petición.
Con la realidad alterada, Gabrielle llega a un pueblo y encuentra a Joxer en una taberna, jactándose de haber derrotado a una temible guerrera. Sorprendida al verlo vivo (ya que en la serie murió en manos de Eva, hija de Xena, siendo anciano), descubre que hablaba de Xena, quien irrumpe en la taberna. Xena la golpea y está a punto de matarla, pero Joxer interviene, afirmando que Gabrielle está confundida desde que sufrió un golpe en la cabeza de niña. Xena los deja ir, sin mucho interés.
Gabrielle comprende horrorizada que su deseo no trajo de vuelta a la Xena redimida, sino a su versión más cruel y despiadada. Esta Xena no busca conquistar territorios, sino solo destruir por placer, liderando una banda de saqueadores formada por:
- Jett:     el gemelo malvado de Joxer.
- Gar:     un hombre corpulento y brutal.
- Xia:     una experta en sais, fiel a Xena.

En un giro, Ares le propone matrimonio a Xena, pero ella lo rechaza. Gabrielle, consciente de su error, decide que debe detener a Xena, incluso si eso significa matarla. Una noche, tras dejarla inconsciente, intenta asesinarla, pero no puede hacerlo. En su lugar, roba su dinero y traza un plan: infiltrarse en la banda de Xena para influir en ella desde dentro.
Gabrielle compra una aldea abandonada, cambia su apariencia y adopta el nombre de Evvielle, presentándose como la "hermana gemela malvada" de Gabrielle. Cuando Xena y su banda llegan a la aldea, Evvielle finge haberla destruido y Xena, impresionada, la invita a unirse al grupo.
Como parte de su plan, Evvielle seduce a Jett, lo neutraliza y permite que Joxer tome su lugar. Ahora infiltrada, Gabrielle organiza un ataque a una caravana romana, asegurándose de quedar a solas con Xena. Durante este encuentro, le habla de recuerdos compartidos, como cuando ambas fueron crucificadas por los romanos. Xena experimenta un momento de confusión y familiaridad, pero pronto lo olvida.
Gabrielle, decidida a cambiar el destino de Xena, la convence de aceptar la propuesta de Ares, planeando matarlo y convertir a Xena en la nueva diosa de la guerra.
En el Olimpo, Gabrielle y Joxer (aún disfrazados) se infiltran en la biblioteca en busca de información sobre C’thulon. Descubren que es un dios más antiguo que los Titanes, derrotado por estos antes de que los dioses olímpicos se alzaran al poder. Xia y Gar, celosos de Evvielle, los espían y descubren su plan.
Enfrentados, Gar mata a Joxer rompiéndole el cuello, pero Xena interviene y lo asesina. Xia, furiosa, ataca a Xena, pero Gabrielle se interpone y recibe un golpe mortal. Antes de morir, Gabrielle le confiesa toda la verdad a Xena.
Ares, al presenciar la escena, cancela la boda. Xena, devastada por lo sucedido, rechaza convertirse en la diosa de la guerra y decide buscar redención una vez más.
El espíritu de Gabrielle regresa con C’thulon, quien está furioso porque su plan de usar a Xena como instrumento de venganza contra los dioses ha fracasado. Gabrielle, satisfecha por haber salvado a Xena, acepta su destino. Sin embargo, C’thulon, impresionado por el poder del amor humano, decide cumplir su petición: revivir a Xena y Joxer sin trampas.
De vuelta a la vida, Xena y Gabrielle se reencuentran con Joxer, e incluso Autolycus hace una aparición. Con sus recuerdos intactos, Xena decide continuar su camino de redención, sabiendo que Gabrielle estará a su lado en cada paso.
Nota adicional:
El cómic deja abierta la interpretación del marco temporal al final. En la serie, Joxer murió siendo anciano, y su familia era adulta. Eva, hija de Xena, también era adulta debido al salto temporal de 25 años mientras Xena y Gabrielle estuvieron en un sarcófago sellado por Ares. Sin embargo, en este cómic, Joxer y Autolycus aparecen jóvenes. Esto sugiere que la historia podría situarse en un pasado alternativo, en una nueva línea temporal o en una realidad completamente diferente.

### 02 CONTEST OF PANTHEONS
Dynamite Entertainment, 2007
Autores: John Layman, Fabiano Neves
Esta historia es una continuación directa de los eventos de Dark Xena, siguiendo la nueva línea temporal creada por C’thulon.
La trama comienza con un conflicto épico entre los dioses griegos y los dioses egipcios, provocado por la desaparición de una joya: un collar que el dios Ra había regalado a la diosa Isis. La desaparición coincide con la visita de los dioses griegos, desatando una guerra entre ambos panteones. Este enfrentamiento lleva a sus ejércitos y criaturas mitológicas a combatir en cielo, mar y tierra, dejando a los humanos atrapados en el fuego cruzado.
Mientras el caos se extiende, una hidra ataca el barco en el que viajan Xena, Gabrielle y Joxer. Xena derrota a la criatura, pero al llegar a tierra, son testigos de un ataque de los Apis (criaturas egipcias similares a minotauros) contra una aldea. Durante su huida, el grupo encuentra a Autolycus, quien está siendo asaltado por bandidos debido a un robo que él mismo cometió.
En el Olimpo, un mensajero de Ra propone resolver el conflicto mediante un combate entre campeones, evitando así una masacre que acabaría con los humanos, esenciales como adoradores de los dioses. Zeus acepta la propuesta y convoca a los olímpicos para elegir a su representante. Entre los nombres sugeridos están Hércules, Ulises, Jasón, Perseo y Aquiles. Sin embargo, Hades propone a Callisto y Ares a Xena como posibles candidatas.
En tierra, el grupo de Xena enfrenta a los bandidos, liderados por Levitriol, considerado por Ares como el mortal más fuerte de Grecia. Los dioses, observando el enfrentamiento, deciden que quien derrote a Levitriol será el campeón griego. Xena logra derribarlo, y Gabrielle, accidentalmente, lo derrota definitivamente con su báculo. Sorprendentemente, Zeus elige a Gabrielle como la campeona.
Xena, Gabrielle, Autolycus y Joxer son transportados al Olimpo, donde los dioses les informan de la decisión. Sin embargo, Xena convence a Autolycus de usar su astucia para persuadir a los dioses de incluirla en el combate. Finalmente, Zeus decide que los cuatro sean los campeones griegos, y los dioses egipcios aceptan, nombrando a Fierosis y tres Apis como sus representantes.
En paralelo, Hades, en el Inframundo, libera a Callisto para que ayude a los campeones griegos. Sin embargo, Anubis aprovecha la distracción de los dioses para invadir el Inframundo, someter a Hades con serpientes que drenan su poder y tomar el control de sus ejércitos.
El grupo de Xena se encuentra con Callisto, quien explica que ha sido enviada por Hades para ayudarlos. Proponen escapar de Fierosis escalando el Monte Dethuzius, un lugar lleno de criaturas peligrosas. Aunque Fierosis los alcanza al pie del monte, logran escapar y encuentran una cueva habitada por gigantes de las tormentas. Xena y Callisto distraen a los gigantes bailando para evitar que los devoren.
Cuando Fierosis y los Apis irrumpen en la cueva, los gigantes, molestos por la interrupción, los destruyen.
Mientras tanto, Anubis, con el poder del Inframundo, lidera a sus ejércitos de muertos para invadir la tierra. Callisto, aparentemente traicionando a Xena, mata a Autolycus y a Xena, y captura a Gabrielle y Joxer.
En el Inframundo, Xena y Autolycus, ahora muertos, encuentran a Hades cautivo, vigilado por Fierosis y los Apis. Aunque Fierosis ha recibido poder adicional de Anubis, Xena usa su espada para cortar las serpientes que mantenían a Hades cautivo. Esto le permite recuperar su fuerza y derrotar a los guardianes.
En el Olimpo, Anubis intenta obligar a Callisto a matar a Gabrielle y Joxer, pero ella duda. Justo antes de que Anubis los ataque, Xena reaparece y lo corta por la mitad con su espada, poniendo fin a su amenaza.
Más tarde, se revela que su traición es parte de un plan para enviar a Xena al Inframundo y liberar a Hades.
Con Anubis derrotado, Ra y Zeus hacen las paces, restaurando la armonía entre los dos panteones. Al final, Autolycus sostiene un collar que encontró durante su viaje, refiriéndose a él como una simple baratija. Sin embargo, este resulta ser la joya perdida de Isis, insinuando que su robo fue el verdadero origen del conflicto.
Nota adicional:
Esta historia continúa la línea temporal alternativa de Dark Xena, que surge tras los eventos finales de la serie de televisión. En esta nueva línea, Callisto ha vuelto a su naturaleza malvada, los dioses aún están vivos, y Xena demuestra nuevamente que tiene la capacidad de enfrentar y derrotar a divinidades como Anubis, aunque las razones de este poder no se explican del todo.

### 03. VISITANTE EXTRAÑO (ANUAL)
Dynamite Entertainment, 2007
Autores: John Layman, Fabiano Neves
Xena se encontraba acampando en su camino hacia Potedia cuando vio caer un objeto del cielo. Al acercarse para investigar, encontró lo que el lector reconoce como una nave espacial estrellada, aunque Xena, desde su perspectiva, no comprende qué es realmente. Dentro de la nave halló a una criatura extraña —un ser alienígena— gravemente herido por el impacto.
La criatura intentó comunicarse con ella, gesticulando y señalando lo que parecía una petición urgente: que buscara a la oficial médica que viajaba con él, quien poseía equipo capaz de salvarle la vida. Sin embargo, debido a la barrera del idioma, Xena no entendió nada. Al ver que las heridas eran demasiado graves para sus conocimientos médicos, y considerando que el ser estaba sufriendo, tomó la decisión de acabar con su vida por compasión. Luego se retiró del lugar.
Sin embargo, entre los restos de la nave emergió otra criatura: la pareja femenina del alienígena muerto.
Más tarde, Xena y Gabrielle conversaban sobre la posibilidad de ir con Autolicus, quien había descubierto una mina de diamantes, pero Xena expresó su intención de dirigirse a la Ciudad Olvidada, un lugar mítico al que, según las leyendas, incluso los dioses van a morir. También confesó sentir algo extraño respecto al incidente con la criatura, como si alguien las estuviera siguiendo.
Esa noche, mientras acampaban, la criatura femenina —que efectivamente las había seguido— atacó a Gabrielle mientras dormía. Cuando estaba a punto de matarla con una espada de energía, Xena intervino lanzando su chakram, hiriéndola en el brazo. Se produjo un breve combate entre ambas, tras el cual la criatura huyó, dejando a Xena inconsciente.
Al día siguiente, mientras la alienígena curaba sus heridas usando tecnología avanzada, Xena y Gabrielle se refugiaron en unas cuevas. La criatura, decidida a restaurar el honor de su compañero muerto y a redimirse por no haber podido salvarlo, las rastreó y las atacó con granadas de plasma. Xena y Gabrielle huyeron de las explosiones, que provocaron el colapso del terreno, haciendo que cayeran a una ciudad subterránea: la legendaria Ciudad Olvidada.
Gabrielle quedó inconsciente por la caída. Xena, intentando protegerla, distrajo a la criatura y la atrajo hacia sí, enfrentándola mientras se ocultaba entre los restos de la ciudad. En su recorrido, encontró el cuerpo de Odín (ya muerto tras el Ocaso de los Dioses) y tomó su casco, lanza y escudo, los cuales aún conservaban parte de su poder.
Con estas armas, Xena logró equilibrar el combate frente a la tecnología superior de la alienígena, quien usaba espadas de energía y granadas de plasma. Tras un intenso enfrentamiento, la criatura, creyendo haber vencido, declaró que pronto se reuniría con su amado en los Salones de Anduvar —una versión alienígena del Valhalla.
Sin embargo, justo cuando estaba a punto de matarla con su espada de energía, Xena reaccionó, sujetó su brazo y desvió el ataque hacia ella misma, acabando con la criatura. A pesar de la victoria, Xena sintió que no había nada que celebrar: todo le dejaba un vacío profundo.
El número concluye con Xena recogiendo a Gabrielle, y ambas se disponen a salir de la cueva.
Nota:
La criatura visitante es una referencia directa a los Yautja de las películas Depredador. Las armas que utiliza —espadas de energía y granadas de plasma— son similares a las empleadas por los Sangheili (Elite) del Covenant, de la serie de videojuegos Halo. Además, los Salones de Anduvar evocan a los palacios del Valhalla en la mitología nórdica.

## 04. XENA VOLUMEN 2
Dynamite Entertainment, 2016
Autores: Genevieve Valentine, Ariel Mendel
Esta historia, compuesta por seis números, ocurre después del salto temporal de 25 años mostrado en la quinta temporada de la serie original. Todo comienza con Gabrielle, quien tiene sueños y visiones en los que presiente la muerte de Xena.
La historia inicia con Xena y Gabrielle ayudando a dos niñas huérfanas de guerra que estaban siendo perseguidas por comerciantes, acusadas de haber robado comida. Gabrielle, utilizando sus habilidades como bardo, consigue alimento en una taberna. Allí escuchan que un grupo llamado Las Harpías ha destruido una aldea. Xena, sorprendida, menciona que conoció a ese grupo en el pasado, cuando le salvaron la vida durante un ataque romano, en la época en que aún viajaba con Borias. Las Harpías eran un grupo de resistencia contra la expansión del Imperio romano.
Mientras acompañan a las niñas en busca de sus familiares, Xena y Gabrielle son interceptadas por soldados romanos, quienes las registran buscando simpatizantes de las Harpías. A lo largo del viaje, oyen rumores de múltiples ataques atribuidos a este grupo. Sin embargo, Xena, que conoce bien a las Harpías, duda de estas acusaciones y sospecha que Roma está orquestando los ataques como estrategia para crear enemigos comunes, ganar aliados y justificar la expansión de su imperio.
Al encontrar el campamento de los familiares de las niñas, logran reunirlas con sus padres. Esa noche, mientras conversan, Xena y Gabrielle son rodeadas por un grupo de mujeres guerreras: las Harpías. Al oírlas hablar de Roma, las identifican como enemigas. Tras un breve enfrentamiento, la pelea se detiene cuando aparece Chilapa, reina de las amazonas, quien reconoce a Xena y Gabrielle. Sin embargo, les reclama su ausencia de 25 años y la caída de los dioses, muchos de los cuales protegían a sus pueblos.
Chilapa confirma que Roma está detrás de las destrucciones, utilizando a las Harpías como chivo expiatorio. Xena y Gabrielle se unen al grupo y se dirigen a su campamento. Allí descubren que Roma ha usado la imagen de "Xena la Berserker" para infundir temor y propaganda. Erdem, líder del campamento, les pide como prueba de buena fe que consigan información sobre una próxima campaña romana. Un espía enviado anteriormente había muerto antes de completar la misión.
En el campamento, Gabrielle comparte sus visiones con una chamana, quien le dice que el futuro cambia constantemente con cada momento que vivimos. Esa noche, son atacadas por un grupo de soldados romanos, pero Xena logra derrotarlos a todos.
Posteriormente, Xena, Gabrielle y parte del grupo de Harpías se infiltran en el palacio de Creso, una casa de apuestas frecuentada por el general Gaius Valerius, con el objetivo de interceptar un mensaje sobre la campaña militar romana. Mientras Xena y Gabrielle lo distraen en la mesa de dados, las demás interceptan el mensaje.
Paralelamente, otra Harpía descubre que un gran contingente de soldados romanos se dirige hacia la ubicación de Xena. El resto del grupo parte rápidamente a ayudar. Con ayuda de Ares, que también se encuentra encubierto en el lugar, logran escapar del palacio. En el camino, encuentran rastros de combates entre Harpías y romanos, descubriendo que varias de ellas han sido capturadas. Xena y Gabrielle interceptan el barco de transporte donde están las prisioneras y, tras una dura batalla, logran liberarlas.
Gabrielle, preocupada por sus visiones, decide viajar a Roma con ayuda de Ares para hablar con Octavio, ahora emperador (César), a quien conocía desde antes del salto temporal. Su objetivo es detener la guerra antes de que Xena corra peligro. Xena, al enterarse, decide ir tras ella.
En Roma, Gabrielle se reúne con Octavio y le plantea su petición. Este le responde que está dispuesto a considerar la paz si Gabrielle, como reconocida bardo, pone su reputación al servicio del Imperio, convenciendo a los pueblos a unirse a Roma. Gabrielle sospecha que se trata de una trampa y rechaza la propuesta, al considerar que sería utilizar sus historias para manipular a la gente.
Mientras tanto, Xena y las Harpías llegan a Roma, pero son derrotadas en combate y capturadas. Posteriormente, son llevadas al Coliseo para ser ejecutadas en combate gladiatorio. Octavio le propone a Gabrielle perdonarles la vida si acepta su trato, pero ella pide que se les permita luchar.
La batalla en la arena comienza. Xena y las Harpías logran imponerse a sus ejecutores. Mientras tanto, en la tribuna donde se encuentran Octavio y Gabrielle, Ares —infiltrado como soldado— toma a Octavio como rehén justo cuando un gran grupo de soldados se disponía a atacar a Xena y su grupo.
Gracias a la intervención de Gabrielle, se proclama públicamente en Roma un acuerdo de paz y perdón hacia las Harpías. Se anuncia una alianza en la que ellas funcionarán como asesoras de la expansión romana a través de la diplomacia, no de la guerra, utilizando la figura de Ares como símbolo de esta nueva etapa. Octavio, que desconoce que Ares aún conserva poderes divinos, acepta la propuesta.
Finalmente, con las negociaciones concluidas, Xena y Gabrielle se separan del grupo de Harpías y de Ares, y continúan juntas su camino.